# Terminal Rodoviário Tietê
O Terminal Rodoviário Tietê (oficialmente Terminal Rodoviário Governador Carvalho Pinto) é um terminal rodoviário localizado na cidade de São Paulo, Brasil. Está localizado na zona norte da cidade na Avenida Cruzeiro do Sul, entre os bairros de Santana e Vila Guilherme. O local também pode ser acessado facilmente pela Estação Portuguesa-Tietê da Linha 1 - Azul do Metrô de São Paulo. Trata-se do maior terminal rodoviário da América Latina e o segundo maior do mundo, superado apenas pelo Terminal Rodoviário de Nova Iorque.
Inaugurada em 1982, a Rodoviária do Tietê, como também é conhecida, contém 89 plataformas de embarque e desembarque numa área de 120 mil metros quadrados, atendendo em média cerca 90 mil usuários por dia. No local, são servidas linhas para diversos locais do país, atendendo 21 estados brasileiros e cinco países da América do Sul (Argentina, Chile, Paraguai, Peru e Uruguai), sendo operadas por cerca de 60 empresas rodoviárias.
O terminal também possui uma linha especial que parte para o Aeroporto de Guarulhos e para o Aeroporto de Congonhas. A rodoviária conta com estacionamento, vias com acessibilidade a pessoas com deficiência, diversos pontos de alimentação, vários tipos de estabelecimentos comerciais, pontos de táxi, guarda-volumes, carregadores de bagagens, caixas eletrônicos de variados bancos, telefones públicos, tomadas para carregadores de aparelhos, correios, casa de câmbio, locadora de veículos, serviços públicos como a ARTESP e ANTT e despacho de encomendas.

## História

### Antecedentes
Com o grande crescimento econômico oriundo da industrialização que o estado de São Paulo sofreu principalmente a partir dos anos 30, a capital paulista passou a receber brasileiros de diversas partes do país devido ao êxodo rural, sobretudo da Região Nordeste. Nesta época, a cidade de São Paulo carecia muito de um sistema de transporte rodoviário para atender a alta demanda; os primeiros serviços de ônibus intermunicipais que atendiam a cidade surgiram na década de 1920, na época do então presidente do estado Washington Luís. As empresas que ofereciam essas viagens consistiam em uma estrutura extremamente básica, com algumas linhas destas saindo de diversos pontos do centro da cidade como Avenida Ipiranga, Avenida Cásper Líbero, Brás, Luz e Pinheiros. Os ônibus paravam na rua e os embarques e desembarques eram realizados ali mesmo, como se fossem linhas urbanas.

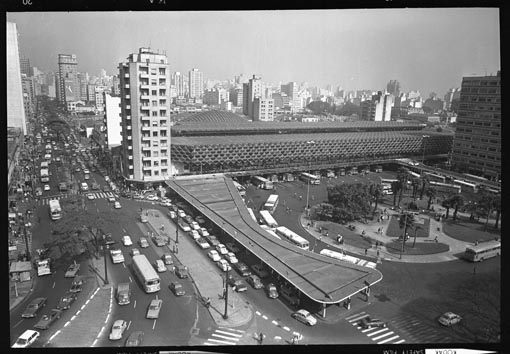
O antigo Terminal Rodoviário da Luz era o principal terminal rodoviário da cidade de São Paulo antes da construção do Tietê. Com rápido crescimento de sua demanda, o local foi ficando saturado rapidamente, havendo a necessidade de substituí-lo

Na década de 1950, o serviço de ônibus intermunicipais foi crescendo à medida que rodovias foram sendo pavimentadas e construídas em torno da capital (Anchieta em 1947, Anhanguera em 1948 e Dutra em 1951). Assim sendo, a prefeitura paulistana iniciou estudos para a construção de um terminal rodoviário unificado na cidade; após uma proposta de erguimento de uma estação rodoviária em pleno Parque da Luz ser descartada, foi aprovado um projeto de construção de um terminal na região central de São Paulo próximo a Estação Júlio Prestes, o projeto seguiu adiante mesmo recebendo desaprovação de parte dos paulistanos por conta do local escolhido para sua construção pois o local possuía um trafego intenso e as ruas do entorno eram pequenas para comportar veículos de grande porte em excesso.
O Terminal Rodoviário da Luz foi então construído durante a gestão do governador paulista Adhemar de Barros em parceira com os empresários Carlos Caldeira Filho e Octávio Frias de Oliveira com a Prefeitura de São Paulo. Inaugurada em 25 de janeiro de 1961, a Rodoviária da Luz, com cerca de dezenove mil metros quadrados, rapidamente foi ficando saturada, causando diversos transtornos para a região. Na época, os atrasos em algumas linhas chegavam a seis horas e os motoristas perdiam quase uma hora para deixar as plataformas do terminal e seguirem até a Marginal Tietê. Outro problema do terminal era que o mesmo não era adaptado para ônibus maiores.
Com a implantação do metrô em São Paulo nos anos 1970, a prefeitura e o governo estadual iniciaram um projeto de descentralização das linhas rodoviárias do centro da capital, que seriam integradas ao novo sistema de transporte. Assim, a Rodoviária da Luz seria desativada e novos terminais seriam construídos e administrados pelo governo estadual. No dia 2 de maio de 1977, foi inaugurado o primeiro terminal deste plano: o Terminal Rodoviário Jabaquara, já integrado ao metrô pela estação homônima, passando a dar prioridade às linhas que ligavam a capital à Baixada Santista. Na mesma época, foi inaugurado o provisório Terminal Rodoviário do Glicério, para auxiliar no desembarque de linhas que vinham do Norte e do Nordeste do Brasil.

### Construção e inauguração

O terminal durante sua construção, em 1981

A proposta de construção do Terminal Rodoviário do Tietê teve início em 1977, como parte do plano de descentralização das linhas rodoviárias do centro de São Paulo, onde a Rodoviária da Luz já se encontrava extremamente saturada. O projeto para erguer um novo terminal ao lado da já existente Estação Tietê do Metrô foi aprovado tanto pela Companhia do Metropolitano de São Paulo quanto pelos governos federal e estadual, sendo assinado pelo arquiteto Renato Viegas e pelo engenheiro Roberto Mac Fadden.
Um fator que ajudou muito na aprovação do projeto foi o fato de sua localização: a rodoviária estaria localizada bem na Marginal Tietê, o que facilitaria bastante as chegadas dos ônibus e evitaria o trânsito destes na região central da cidade. As obras da nova estação rodoviária começaram em janeiro de 1979.

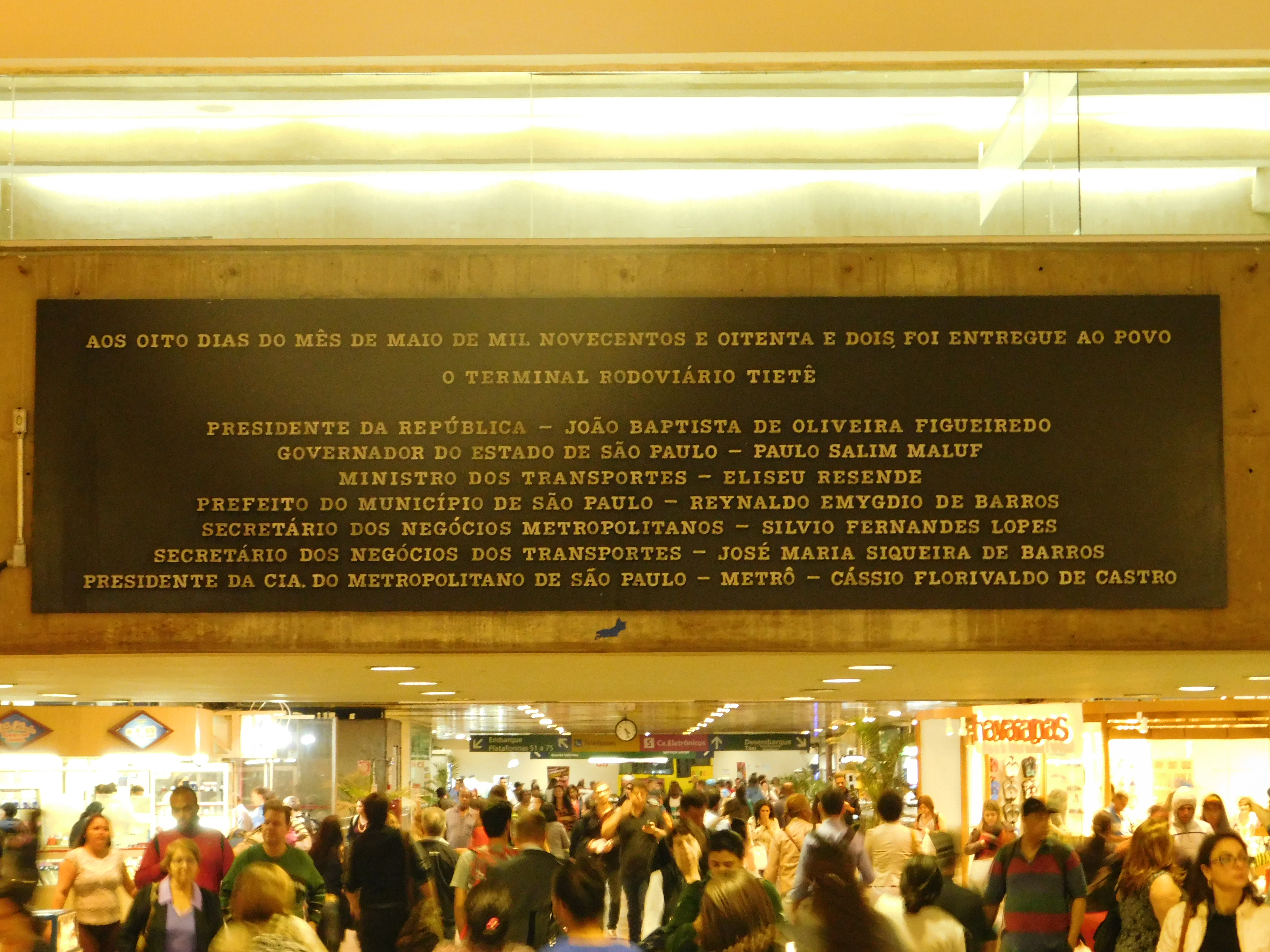
Placa de inauguração do Terminal Rodoviário do Tietê

Após quatro anos de construção, o Terminal Tietê, oficialmente nomeado de Terminal Rodoviário Governador Carvalho Pinto, foi finalmente inaugurado durante a gestão do então governador paulista Paulo Maluf em 8 de maio de 1982 com 89 plataformas (72 de embarque e 17 de desembarque), tendo sua operação iniciada as três horas da manhã do dia seguinte com um Mercedes-Benz O-364 da extinta Viação Varzealegrense (proveniente do Nordeste) sendo o primeiro ônibus a adentrar nas plataformas do Tietê. Após sua inauguração, o antigo Terminal Rodoviário da Luz, que estava saturado, foi gradualmente deixando de ser utilizado, o que não demorou muito: aproximadamente um mês depois da inauguração do Tietê, o terminal da Luz já havia sido completamente desativado (sendo posteriormente usado como um pequeno centro comercial até ser finalmente demolido em 2010).
Rapidamente, a Rodoviária do Tietê foi ganhando alto fluxo de pessoas. O recorde de movimento registrado no local ocorreu na véspera do Natal de 1986, quando 110 mil pessoas saíram da capital paulista pelo terminal, por meio de 2.820 ônibus. O movimento foi 15% superior ao mesmo período de 1985. Para evitar uma supersaturação (como o que ocorreu com a antiga Rodoviária da Luz), foi inaugurado no ano de 1989 o Terminal Rodoviário da Barra Funda, localizado na zona oeste da cidade.

### Revitalização

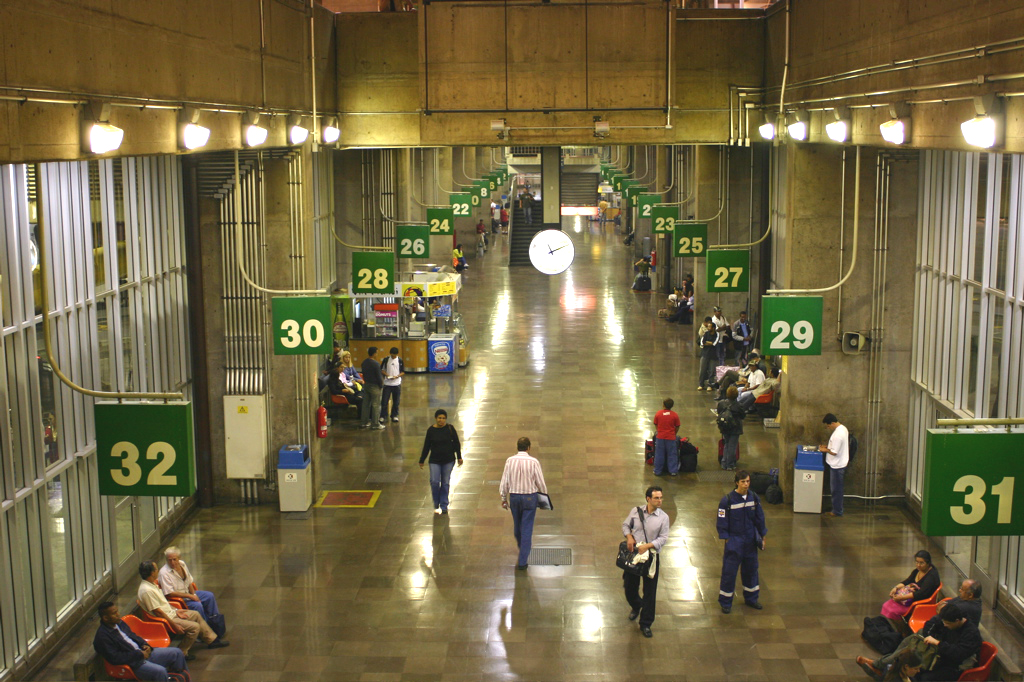
Parte das plataformas de embarque do terminal

Parte externa das plataformas

Em 1989, o Terminal Rodoviário do Tietê passou a ser administrado pela Socicam em consórcio com a Termini. A nova administração realizou, anos mais tarde em 2002, uma revitalização no local. O procedimento proporcionou melhorias na funcionalidade do espaço, conforto e comodidade para o embarque rodoviário, dando maior acessibilidade aos usuários do terminal, que passou a apresentar uma estrutura de atendimento similar aos balcões de check-in dos aeroportos, já que diariamente circulam em média mais de noventa mil passageiros.
Algumas empresas de transportes também passaram a oferecer Salas Vips aos viajantes. Com isso o tempo de permanência das pessoas no local passou de 30% para 50%. A segurança do local foi reforçada pela Socicam com a instalação de um Circuito Fechado de Televisão (CTF) totalmente digital, o sistema permite o monitoramento completo das dependências e entorno do Terminal Rodoviário Tietê. Nas plataformas de embarque foram instalados displays eletrônicos que informam o horário e local das próximas partidas em cada plataforma.
As mudanças colaboraram para o melhor funcionamento de embarque e desembarque. Fazendo com que isso diminuísse o tempo de espera para viagens longas, como para o nordeste e norte do país. A Socicam aumentou a segurança do Terminal Rodoviário, com câmeras de segurança por fora também do ambiente. Um monitoramento eficiente que traz um pouco de segurança para os passageiros e trabalhadores.

## Características

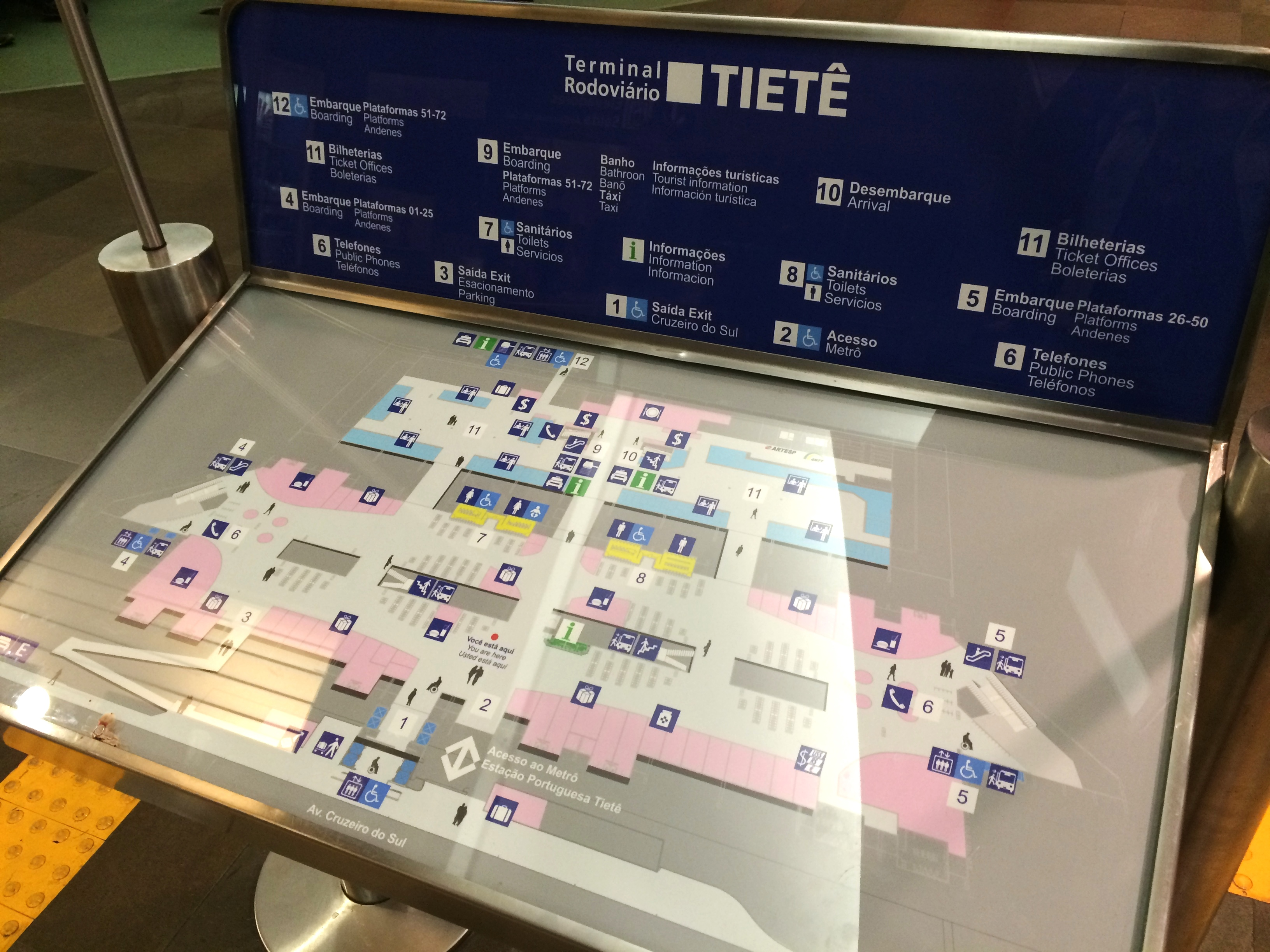
Mapa do Terminal Rodoviário Tietê

Compreendendo uma área de 120 000 metros quadrados, sendo 54 480 metros quadrados de área construída, com total acessibilidade, o terminal funciona 24 horas por dia. São 60 empresas rodoviárias, 120 bilheterias das mais de 60 empresas rodoviárias e 300 linhas de ônibus, que atendem a 1 033 cidades. Para receber essa demanda, existem 89 plataformas no terminal rodoviário, sendo 72 de embarque e 17 de desembarque. Em dias de maior movimento, como em feriados, essas plataformas tornam-se reversíveis. Os ônibus também contam com um estacionamento de espera, que tem capacidade para 70 veículos, além disso, oferece mais dois estacionamentos, o da Avenida Cruzeiro do Sul, com capacidade de 372 veículos, e o da Rua Prestes Maia, com capacidade de 580 veículos. Em 2007, o terminal registrou o movimento diário de 66 000 pessoas. Entretanto, o movimento na Rodoviária do Tietê sofreu uma queda de 44% nos últimos 20 anos. Ainda assim, embarcam, em média, 11 milhões de pessoas por ano.
O Terminal Rodoviário Tietê possui uma área de serviços que concentra órgãos públicos como a ARTESP (Agência Reguladora de Transportes do Estado de São Paulo) e da ANTT (Agência Nacional de Transportes Terrestres), além de um posto de Assistência Social.
Cerca de 295 funcionários trabalham em diferentes turnos, nas áreas de administração, operação, manutenção, limpeza e segurança do terminal. O terminal atende a vinte e um (21) estados brasileiros, além de cinco (5) países do Cone Sul (Argentina, Chile, Paraguai, Peru e Uruguai).

### Acessibilidade

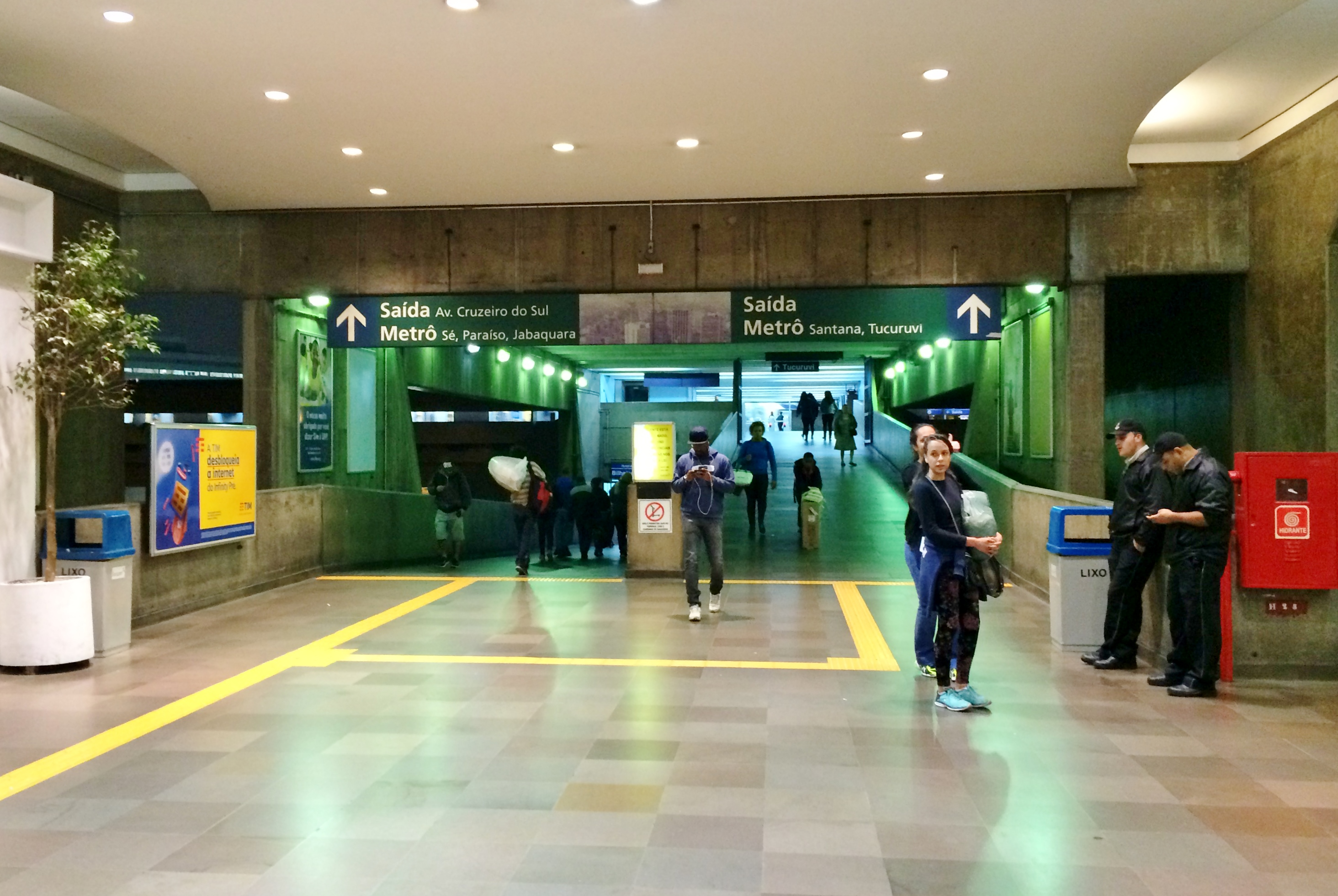
Entrada e saída da estação Portuguesa-Tietê da Linha 1 – Azul do Metrô pelo Terminal Rodoviário Tietê

O Terminal Tietê conta com uma estrutura totalmente adaptada para atender pessoas com deficiência ou mobilidade reduzida. O local tem rampas, sendo duas delas com acesso para o interior do terminal, elevadores, escadas rolantes, sanitários adaptados, box para banho, telefones públicos, sendo seis desses com adaptação aos deficientes, caixas eletrônicos adaptados com disponibilidade de entrada das cadeiras de rodas para facilitarem o acesso. As lojas e outros estabelecimentos do local dispõem de um piso linear e os dois estacionamentos do terminal também dispõem de vagas especiais.

### Alimentação

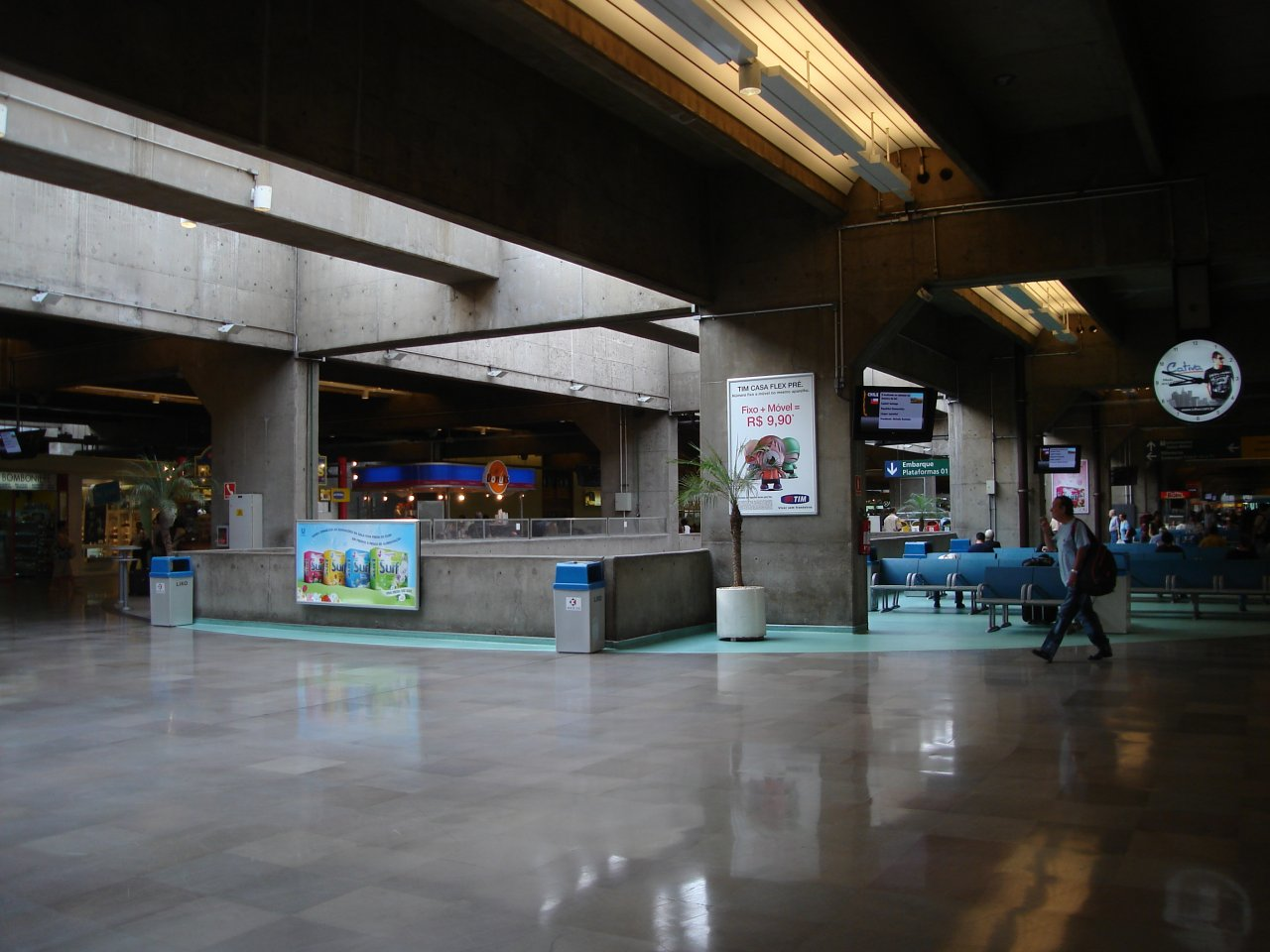
Interior da rodoviária

O terminal conta com 24 pontos para alimentação, todos funcionam diariamente e alguns são 24 horas, como lanchonetes, restaurantes, casa de sucos, cafés e quiosques variados. Toda a área de alimentação está sob responsabilidade da GRSA (Grupo de Soluções em Alimentação). Alguns dos estabelecimentos que podem ser encontrados são: Griletto, Casa do Pão de Queijo, Bob's, Subway, Via Mundi Alimentação, Paneria, Frutaria, Donut's café, entre outros.

### Sanitários
Existem 6 conjuntos de sanitários (masculino e feminino). Destes, 2 estão localizados no mezanino e um próximo ao desembarque. São disponibilizados 2 fraldários sendo 1 familiar, no piso térreo, e outro no mezanino, anexo aos sanitários femininos. Tanto os sanitários quanto os fraldários são de uso gratuito. No piso térreo, junto às plataformas de desembarque, encontra-se o serviço de banho. O local está próximo da plataforma 57 e para utilizar o serviço de banho é necessário o pagamento de uma taxa de R$ 8,00 e para o uso de toalha + sabonete o valor é de R$ 10,00.

### Estacionamento
A rodoviária tem dois estacionamentos que funcionam 24 horas, com sistemas de segurança. Juntos, eles somam mais de mil e oitocentas vagas administradas pelo local, com acesso a Rua Voluntários da Pátria e Rua Marechal Odylio Dennys.